# Teddy Reno
Ferruccio Merk Ricordi más conocido como Teddy Reno (Trieste, Italia; 11 de julio de 1926) es un prestigioso cantante europeo que actuó en varias ocasiones en Argentina. Su esposa es la célebre cantante Rita Pavone

## Biografía
Nacido en Trieste, Reino de Italia, a principios del siglo XX, se caracterizó sobre el escenario no solo por su talento vocal sino también por su gran simpatía. 
Es hijo del ingeniero Giorgio Merk von Merkenstein, de origen aristocrático y austriaco, y de Paola Sanguinetti, romana, de ascendencia judía. En los años treinta su padre cambia de apellido a Ricordi por orden de las autoridades fascistas.
El cantante debutó en 1938 en un concurso para aficionados que se celebró en Rimini, interpretando la canción Tu sei la musica. En 1943 se trasladó a Cesena con su madre ya que esta estaba siendo buscada por los nazifascistas, por judía; consiguieron escapar de la captura por parte de los alemanes, y en junio de 1944 buscaron un refugio seguro en Milano Marittima, con una identidad falsa. En diciembre fueron capturados en la Provincia de Ferrara y encerrados en la cárcel de Codigoro; al poco tiempo, recuperaron la libertad.

## Carrera
Se inició en Radio Trieste durante la administración de la angloamericana, donde lanzó, con la orquesta del maestro Guido Cergoli, la canción Eterno ritornello (Te vojo ben), de Bidoli.
En 1946 efectuó una gira por Alemania con la orquesta inglesa de Teddy Foster: atravesando el Rin, adoptó la idea del seudónimo, utilizando el nombre del director de la orquesta y como apellido el de un río.
Después de haberse exhibido por las tropas angloamericanas en Europa (1945-1947) y a raíz de la RAI de Turín con la orquesta de Pippo Barzizza (1948) asistió a varias transmisiones con la orquesta directa del maestro Nicelli, en particular Il braccialetto di Sheherazade, conducida por Nuncio Filogamo.
La actividad en el medio radiofónico le facilitó pronto la posibilidad del éxito: con la CGD (casa discográfica fundada por él), lanzó entre 1948 y 1961 como intérprete del género romántico-melódico las canciones de gran éxito Addormentarmi così (reanudación de un éxito de la cantante turinesa Lidia Martorana), Trieste mia, Muleta mia, Aggio perduto o' suonno, Accarezzame, Na voce na chitarra e o' poco e' luna, Chella lla, Piccolissima serenata, Come sinfonia, con las cuales alcanzó una notoriedad internacional. 
También en la radio fue protagonista de populares transmisiones como  Nati per la musica (1953-1954)  y Punto interrogativo (1952).
Segundo y Tercer clasificado en el Festival de San Remo 1953, en el 1954 se dedicó principalmente a la televisión con programas como Canzoni al caminetto  (1955- 1956) y Souvenir (1960). Ganador del Festival de Nápoles 1959 con Sarrà chissà de Roberto Murolo, estuvo activo también en el teatro (L'adorabile Giulio de Garinei y Giovannini, 1957) y el cine (Totò, Peppino y... malafemmina de Mastrocinque, 1956).
En 1961 volvió a ocuparse activamente de la industria discográfica fundando una nueva etiqueta, la Galleria del Corso, con la cual lanzó, entre otros, a Bruno Lauzi. En el mismo año inventó el Festival de desconocidos de Ariccia con el objetivo de descubrir y lanzar nuevos talentos; la primera edición se celebró en 1962 y fue ganada por una cantante de Turín, Rita Pavone, quien se convertiría tiempo después en su esposa. En 1968 se hizo pública su relación, lo cual despertó una gran polémica debido a la gran diferenciaa de edad que existía entre ellos, y sobre todo porque en 1960 ya se encontraba separado de su primera esposa (la cual obtuvo el divorcio tras la entrada en vigor de la ley en 1971). Junto a Pavone tuvieron a su primer hijo, Alessandro Ricordi en 1969 en Londres, y luego a Giorgio Ricordi.
En la Argentina, incursionó junto a cómicos como Adolfo Stray en el teatro de revistas de El Nacional. Para la televisión argentina participó del programa Tropicana Club en 1952, junto a Osvaldo Miranda, Juan Carlos Thorry, Analía Gadé, Tania, Amelita Vargas, Jovita Luna, Eduardo Farrell, Bobby Capó, Alejandro Maximino, El Chúcaro y Dolores, Marcos Caplán, Beba Bidart, Fidel Pintos y Don Pelele, y el ballet de Eber Lobato.

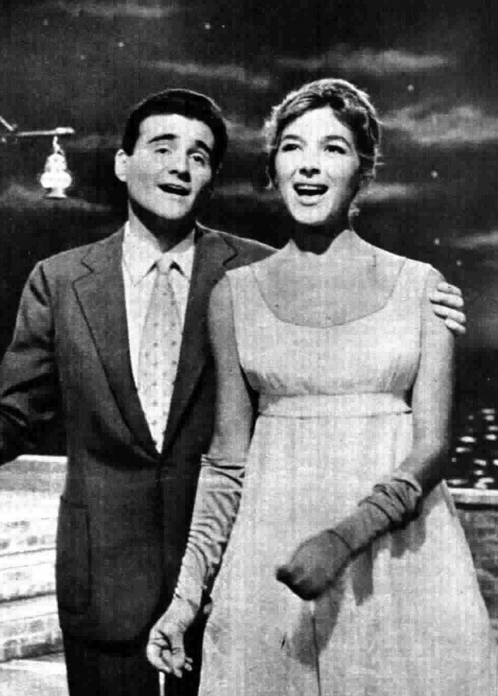
Teddy Reno cantando junto a Cosetta Greco.

## Filmografía
- Miracolo a Viggiù, regia di Luigi Giachino (1951)
- Saluti e baci, regia di Giorgio Simonelli (1953)
- Le vacanze del sor Clemente, regia di Camillo Mastrocinque (1954)
- I cinque dell'Adamello, regia di Pino Mercanti (1954)
- Ballata trágica, regia di Luigi Capuano (1954)
- Vendicata!, regia di Giuseppe Vari (1955)
- Una voce una chitarra un po' di luna, regia di Giacomo Gentilomo (1956)
- Totò, Peppino e la... malafemmina, regia di Camillo Mastrocinque (1956)
- Totó, Pepino y los forajidos, regia di Camillo Mastrocinque (1956)
- Due sosia in allegria, regia di Ignazio Ferronetti (1956)
- Vacanze a Portofino, regia di Hans Deppe (1957)
- Totò, Vittorio e la dottoressa, regia di Camillo Mastrocinque (1957)
- Peppino, le modelle e chella là, regia di Mario Mattoli (1957)
- Il nemico di mia moglie, regia di Gianni Puccini (1959)
- Destinazione Sanremo, regia di Domenico Paolella (1959)
- I Teddy boys della canzone, regia di Domenico Paolella (1960)
- San Remo, la grande sfida, regia di Piero Vivarelli (1960)
- Il giorno più corto, regia di Sergio Corbucci (1962)
- Rita la zanzara, regia di Lina Wertmüller (1966)
- Non stuzzicate la zanzara, regia di Lina Wertmüller (1967)
- La feldmarescialla, regia di Steno (1967)
- Little Rita nel West, regia di Ferdinando Baldi (1967)[3]

## Discografía
33 giri - 25 cm:
- 1954: 1a Selezione successi napoletani (CGD, MV 0191)
- 1955: Sognate con Teddy Reno (CGD, MV 0196)
- 1955: In due si canta meglio (CGD, MV 0197; con Marisa Brando)
- 1956: Teddy Reno International (CGD, MV 0198)
- 1957: Canzoni al caminetto (CGD, MV 0219)
- 1957: Confidenze musicali (CGD, MV 0221)
- 1957: Confidenze musicali n° 2 (CGD, MV 0227)

33 giri - 30 cm
- 1958: II "Sagra della Canzone Nova" Assisi 1958 (RCA Italiana, PML 10030; con Paolo Bacilieri, Nilla Pizzi y otro artista)
- 1958: In hi-fi (RCA Italiana, LPM 10034)
- 1959: 20 canzoni di Sanremo '59 (RCA Italiana, LPM 10038; con Nilla Pizzi y Miranda Martino)
- 1959: Napoli '59. Le 20 canzoni del festival (RCA Italiana, LPM 10060; con Nilla Pizzi, Elio Mauro, Stella Dizzy y Miranda Martino)
- 1974: American Classics for Loving and Dancing Pleasure (RCA Italiana, TPL 1-1027)
- 1975: Italian Hits - Successi 1940-50 (RCA Italiana, TPL 1-1123)

78 giri
- 1948: White Christmas/You Keep Coming Back Like a Song (CGD, SO 1100)
- 1949: Manana/Laroo laroo (Lily Bolerro) (CGD, PV 1231)
- 1949: Nature Boy/Civilization (Bongo bongo bongo) (CGD, PV 1232)
- 1949: Il mare/Veleno (CGD, PV 1323)
- 1949: Begin the Beguine/Stormy Weather (CGD, PV 1403)
- 1949: Nature Boy/La Vie En Rose/Long Ago (CGD, PV 1421; con Jula De Palma)
- 1949: Again/Quizás Quizás (CGD, PV 1449)
- 1950: Les Feuilles Mortes/Aimez Toujours (CGD, PV 1496; lato B con Jula De Palma)

Music music music / Mona Lisa - (CGD ) - PV 1573
- 1950: September Song/Mona Lisa (CGD, PV 1573)
- 1951: Ciliegi rosa/Veronica (CGD, PV 1592)
- 1951: Vecchia America/Luna malinconica (CGD, PV 1594)
- 1951: Grazie dei fiori/Desiderio (CGD, PV 1605)
- 1951: Patricia/Solitude (CGD, PV 1646)
- 1951: Aquellos Ojos Verdes/Jungle Drums (CGD, PV 1649)

Too young / Would I love you - (CGD) - PV 1672
- 1951: With A Song In My Heart/If (CGD, PV 1673)
- 1952: Cabeza Hinchada/Maria Dolores (CGD, PV 1694)
- 1952: N'angelo/Aggio perduto o' suonno (CGD, PV 1724)
- 1952: Jezebel/Vecchia America (CGD, PV 1729)
- 1952: Be My Love/Whilelmina (CGD, PV 1732)
- 1953: Merci Beaucoup/La mia donna si chiama desiderio (CGD, PV 1853)
- 1953: Ba-ba-baciami piccina/Eternamente-Arlecchinata (CGD, PV 1864)
- 1953: Sugarbusch/Charmaine (CGD, PV 1873; lato A con Jula De Palma)
- 1953: Un bacio a mezzanotte/Amico Bing non piangere (CGD, PV 1876)
- 1953: Moulin Rouge/Un bacio ancor (CGD, PV 1890)

Te sto aspettanno / Ombra 'e stu suonno - (CGD ) - PV 1898
- 1954: Il cappello di paglia di Firenze/Un bacio ancora (Kiss) (CGD, PV 1917)
- 1954: Ombra 'e stu suonno/Statte vicino a mme (escrita por Armando Ciervo) (CGD, PV 1947)
- 1955: Core malato/Statte vicino a mme (pe n'ata sera) (CGD, RE 1)
- 1955: Un napoletano a Milano/Te voglio bene (CGD, RE 2)

Accarezzame / 'Na voce 'na chitarra e o poco 'e luna - (CGD ) - RE 17
- 1955: Nisciuna è cchiù bella 'e te/Accarezzame (CGD, RE 20)
- 1955: Andemo a Miramar/Come il sole (CGD, RE 26)
- 1955: Malatia/Zitto...zitto...zitto... (CGD, RE 31)
- 1955: Maruzzella Maruzze'/Nata tu si pe' mme (CGD, RE 34)
- 25 de noviembre de 1955: Se bacio te/Ciumachella (CGD, RE 37)
- 25 de noviembre de 1955: Addormentarmi così/L'Amour, Madame... (CGD, RE 39)
- 1956: Chella llà/Zitto...zitto...zitto... (CGD, RE 46)
- 1956: Arrivederci Roma/Ciumachella (CGD, RE 47)
- 1957: Innamorata/Piccolissima serenata (CGD, RE 77)
- 1957: Sott'er cielo de Roma/Piccolissima serenata (CGD, RE 78)
- 1957: Intorno al mondo/Valzer delle candele (CGD, RE 86)
- 1958: Giuro d'amarti così/Non potrai dimenticare (CGD, RE 89)
- ? Night and day/Temptation (con Lelio Luttazzi e i suoi "Archi") (CGD, ?)

EP:
- 1957: Sognate con Teddy Reno (CGD, E 6010)
- 1957: Passeggiando per Napoli (CGD, E 6015)
- 1957: Luna di miele a Sanremo (CGD, E 6022)
- 1957: Festival di Napoli 1957 (CGD, E 6025)
- 1957: Piccolissima serenata/La più bella del mondo/'a sonnambula/Vivrò (CGD, E 6031)
- 1957: Teddy Reno presenta Musiche da film (CGD, E 6032)
- 1957: Teddy Reno ed i suoi piccoli amici (CGD, E 6033)
- 1959: Sanremo '59 (RCA Italiana, EPA 10-038)
- 1959: Lettera da Ischia (RCA Italiana, EPA 30-355; con Miranda Martino)

45 giri:
- 1956: Statte vicino a 'mme / Na voce, 'na chitarra 'e o poco 'e luna (CGD, N 9001)
- 1957: Piccolissima serenata / Cet soir (CGD, N 9014)
- 1957: Ninna nanna del cavallino / Tanti auguri a te (CGD, N 9021)
- 1957: 'A sunnambola / Simpática (CGD, N 9025)
- 1958: Giuro d'amarti così / Non potrai dimenticare (CGD, N 9025)
- 1958: Cumpagna d' 'a luna / E dimme... ca me vuo' bbene (CGD, N 9035)
- 1958: Buenas Noches Mi Amor / Ciacole (CGD, N 9037)
- 1958: Confidenziale/ Perry Como (CGD, N 9056)
- 1958: Tre volte baciami / Con tutto il cuor (CGD, N 9057)
- 1958: Tu che ti senti divina / Non partir (CGD, N 9058)
- 1958: Zitta nun 'o ddi / Un gettone nel juke box (CGD, N 9059)
- 1958: Piccolissima serenata / Eclipse (RCA Italiana, 45N-0746)
- 1959: Conoscerti / Una marcia in fa (RCA Italiana, 45N-0780)
- 1959: Lì per lì / Avevamo la stessa età (RCA Italiana, 45N-0781)
- 1959: Scurdammoce 'e cose d' 'o munno! / Accussì (RCA Italiana, 45N-0850)
- 1959: Sarrà .... chi sa .... / 'Sta miss 'nciucio (RCA Italiana, 45N-0961)
- 1959: Temptation / Canzone di Rossana (RCA Italiana, 45N-0964)
- 1959: The Hula Hoop Song / Tempo di hula hoop (RCA Italiana, 45N-0969)
- 1960: È Vero/Quando viene la sera (RCA Italiana), 45N-1021
- 1960: Ragazzina / Importante (RCA Italiana, 45N-1041)
- 1960: Souvenir / Ragazzina (RCA Italiana, 45N-1057)
- 1961: Non mi dire chi sei / Come sinfonia (Galleria del Corso, GC 014)
- 1961: Gli spostati / Exodus (Galleria del Corso, GC 018)
- 1961: Questa notte o mai più / Morire d'amore (Galleria del Corso, GC 024)
- 1962: Una fra mille / Quando finisce un amore (RCA Italiana, PM45-3066)

Pubblicati in Germania:
- Es war in Napoli vor vielen Jahren - Villa Bella (Polydor 22319 *1954*)
- Señor - Der Weg zu deinem Herzen (Polydor 22355 *1954*)
- Einmal im Leben - Sonnenlied (Polydor 22356 *1954*)
- Addio - Baby, mein Baby (Polydor 23107 *1955*)
- In San Marino - Bleib bei mir (Polydor 23161 *1955*)
- Unter Palmen am blauen Meer - Serenata D'amore (Polydor 23458 *1957*)
- Piccolissima Serenata - Amore Mio (Polydor 23703 *1958*)
- Schenk deiner Frau doch hin und wieder rote Rosen - Tanz diesen Tanz mit mir (Polydor 53170 *1969*)

CD:
- 2007: Se questo non è amore (Delta Italiana, DEDL 21555)
- 2008: Vecchia America - Incisioni a 78 giri dal 1948 al 1956 (Twilight Music, TWI CD AS DS 08 01)